# Luigi Stabilini
Luigi Stabilini (Bologna, 25 gennaio 1896 – Milano, 30 ottobre 1967) è stato un ingegnere italiano.
È stato uno dei più autorevoli cattedratici italiani nel campo della Scienza e della Tecnica delle costruzioni del XX secolo. Si laurea a Bologna in ingegneria civile a soli 22 anni. A 29 anni ottiene la libera docenza in Scienza delle costruzioni a Pisa. Insegna a Padova, dove diviene ordinario, presso il Regio Istituto Superiore di Architettura di Venezia e al Politecnico di Milano. Nel 1943, sempre a Milano, assume la direzione del Corso di perfezionamento per le costruzioni in cemento armato F.lli Pesenti, incarico che mantiene fino alla morte.